# Lista över fornlämningar i Karlsborgs kommun
Lista över fornlämningar i Karlsborgs kommun är en förteckning av ett urval av de fornlämningar som finns i Karlsborgs kommun.

## Brevik
| Namn        | Lämningstyp             | Tillkomsttid | Historisk indelning   | Plats | Läge                 | ID-nr          | Bild                                 |
| ----------- | ----------------------- | ------------ | --------------------- | ----- | -------------------- | -------------- | ------------------------------------ |
| Brevik 17:1 | Husgrund, historisk tid |              | Brevik, Västergötland |       | 58.422491, 14.409189 | 10186300170001 | Ladda upp en bild av detta fornminne |

## Karlsborg
| Namn          | Lämningstyp      | Tillkomsttid | Historisk indelning      | Plats | Läge                 | ID-nr          | Bild                                 |
| ------------- | ---------------- | ------------ | ------------------------ | ----- | -------------------- | -------------- | ------------------------------------ |
| Karlsborg 1:1 | Begravningsplats |              | Karlsborg, Västergötland |       | 58.522952, 14.527621 | 10195200010001 | Ladda upp en bild av detta fornminne |

## Mölltorp
| Namn                              | Lämningstyp      | Tillkomsttid | Historisk indelning     | Plats | Läge                 | ID-nr          | Bild                                 |
| --------------------------------- | ---------------- | ------------ | ----------------------- | ----- | -------------------- | -------------- | ------------------------------------ |
| Stommen, Mölltorp (Mölltorp 14:1) | Begravningsplats |              | Mölltorp, Västergötland |       | 58.509767, 14.439556 | 10199300140001 | Ladda upp en bild av detta fornminne |
| Mölltorp 66:1                     | Kyrka/kapell     |              | Mölltorp, Västergötland |       | 58.509906, 14.520917 | 10199300660001 | Ladda upp en bild av detta fornminne |

## Undenäs
| Namn                            | Lämningstyp                 | Tillkomsttid | Historisk indelning    | Plats | Läge                 | ID-nr          | Bild                                 |
| ------------------------------- | --------------------------- | ------------ | ---------------------- | ----- | -------------------- | -------------- | ------------------------------------ |
| Tingskullen (Undenäs 1:1)       | Gravfält                    |              | Undenäs, Västergötland |       | 58.683671, 14.446450 | 10207600010001 | Ladda upp en bild av detta fornminne |
| Undenäs 2:1                     | Stensättning                |              | Undenäs, Västergötland |       | 58.691660, 14.439775 | 10207600020001 | Ladda upp en bild av detta fornminne |
| Högsätet (Undenäs 5:1)          | Gravfält                    |              | Undenäs, Västergötland |       | 58.679400, 14.487294 | 10207600050001 | Ladda upp en bild av detta fornminne |
| Undenäs 12:1                    | Begravningsplats            |              | Undenäs, Västergötland |       | 58.673006, 14.684225 | 10207600120001 | Ladda upp en bild av detta fornminne |
| Undenäs 18:1                    | Röse                        |              | Undenäs, Västergötland |       | 58.651627, 14.605021 | 10207600180001 | Ladda upp en bild av detta fornminne |
| Undenäs 26:1                    | Hög                         |              | Undenäs, Västergötland |       | 58.666475, 14.494567 | 10207600260001 | Ladda upp en bild av detta fornminne |
| Valekleven (Undenäs 30:1)       | Fornborg                    |              | Undenäs, Västergötland |       | 58.627142, 14.541727 | 10207600300001 | Ladda upp en bild av detta fornminne |
| Undenäs 33:1                    | Gravfält                    |              | Undenäs, Västergötland |       | 58.638116, 14.369684 | 10207600330001 | Ladda upp en bild av detta fornminne |
| Undenäs 34:1                    | Stensättning                |              | Undenäs, Västergötland |       | 58.637090, 14.370269 | 10207600340001 | Ladda upp en bild av detta fornminne |
| Undenäs 34:2                    | Röse                        |              | Undenäs, Västergötland |       | 58.636963, 14.370308 | 10207600340002 | Ladda upp en bild av detta fornminne |
| Undenäs 34:3                    | Stensättning                |              | Undenäs, Västergötland |       | 58.636822, 14.370330 | 10207600340003 | Ladda upp en bild av detta fornminne |
| Undenäs 42:1                    | Stensättning                |              | Undenäs, Västergötland |       | 58.616647, 14.522584 | 10207600420001 | Ladda upp en bild av detta fornminne |
| Jättestenarna (Undenäs 57:1)    | Grav markerad av sten/block |              | Undenäs, Västergötland |       | 58.627748, 14.427557 | 10207600570001 | Ladda upp en bild av detta fornminne |
| Jättestenarna (Undenäs 57:2)    | Grav markerad av sten/block |              | Undenäs, Västergötland |       | 58.627834, 14.427565 | 10207600570002 | Ladda upp en bild av detta fornminne |
| Undenäs 64:1                    | Begravningsplats            |              | Undenäs, Västergötland |       | 58.604717, 14.444482 | 10207600640001 | Ladda upp en bild av detta fornminne |
| Undenäs 72:1                    | Grav markerad av sten/block |              | Undenäs, Västergötland |       | 58.629965, 14.415938 | 10207600720001 | Ladda upp en bild av detta fornminne |
| Undenäs 72:2                    | Grav markerad av sten/block |              | Undenäs, Västergötland |       | 58.629982, 14.415933 | 10207600720002 | Ladda upp en bild av detta fornminne |
| Undenäs 72:3                    | Stenkrets                   |              | Undenäs, Västergötland |       | 58.629958, 14.416294 | 10207600720003 | Ladda upp en bild av detta fornminne |
| Undenäs 74:1                    | Stensättning                |              | Undenäs, Västergötland |       | 58.627645, 14.408222 | 10207600740001 | Ladda upp en bild av detta fornminne |
| Fångatornsbacken (Undenäs 75:1) | Borg                        |              | Undenäs, Västergötland |       | 58.629245, 14.387394 | 10207600750001 | Ladda upp en bild av detta fornminne |
| Undenäs 77:1                    | Stenkrets                   |              | Undenäs, Västergötland |       | 58.638612, 14.399955 | 10207600770001 | Ladda upp en bild av detta fornminne |
| Undenäs 77:2                    | Stenkrets                   |              | Undenäs, Västergötland |       | 58.638553, 14.400113 | 10207600770002 | Ladda upp en bild av detta fornminne |
| Undenäs 80:1                    | Gravfält                    |              | Undenäs, Västergötland |       | 58.640449, 14.376137 | 10207600800001 | Ladda upp en bild av detta fornminne |
| Undenäs 81:1                    | Stensättning                |              | Undenäs, Västergötland |       | 58.638912, 14.369369 | 10207600810001 | Ladda upp en bild av detta fornminne |
| Kung Vales grav. (Undenäs 83:1) | Gravfält                    |              | Undenäs, Västergötland |       | 58.645088, 14.373949 | 10207600830001 | Ladda upp en bild av detta fornminne |
| Undenäs 87:1                    | Stenkrets                   |              | Undenäs, Västergötland |       | 58.656033, 14.396585 | 10207600870001 | Ladda upp en bild av detta fornminne |
| Undenäs 87:2                    | Grav markerad av sten/block |              | Undenäs, Västergötland |       | 58.655933, 14.396735 | 10207600870002 | Ladda upp en bild av detta fornminne |
| Undenäs 87:3                    | Grav markerad av sten/block |              | Undenäs, Västergötland |       | 58.655904, 14.396771 | 10207600870003 | Ladda upp en bild av detta fornminne |
| Undenäs 88:1                    | Grav markerad av sten/block |              | Undenäs, Västergötland |       | 58.655908, 14.397058 | 10207600880001 | Ladda upp en bild av detta fornminne |
| Undenäs 88:2                    | Grav markerad av sten/block |              | Undenäs, Västergötland |       | 58.655938, 14.397034 | 10207600880002 | Ladda upp en bild av detta fornminne |
| Undenäs 90:1                    | Röse                        |              | Undenäs, Västergötland |       | 58.650346, 14.406566 | 10207600900001 | Ladda upp en bild av detta fornminne |
| Undenäs 90:2                    | Röse                        |              | Undenäs, Västergötland |       | 58.650316, 14.406830 | 10207600900002 | Ladda upp en bild av detta fornminne |
| Blekmansberget (Undenäs 91:1)   | Fornborg                    |              | Undenäs, Västergötland |       | 58.658326, 14.374035 | 10207600910001 | Ladda upp en bild av detta fornminne |
| Undenäs 92:1                    | Stensättning                |              | Undenäs, Västergötland |       | 58.677975, 14.348630 | 10207600920001 | Ladda upp en bild av detta fornminne |
| Undenäs 99:1                    | Hög                         |              | Undenäs, Västergötland |       | 58.670407, 14.407106 | 10207600990001 | Ladda upp en bild av detta fornminne |
| Undenäs 99:2                    | Stensättning                |              | Undenäs, Västergötland |       | 58.669978, 14.407387 | 10207600990002 | Ladda upp en bild av detta fornminne |
| Undenäs 99:3                    | Stensättning                |              | Undenäs, Västergötland |       | 58.670292, 14.407068 | 10207600990003 | Ladda upp en bild av detta fornminne |
| Undenäs 124:1                   | Stensättning                |              | Undenäs, Västergötland |       | 58.660207, 14.371910 | 10207601240001 | Ladda upp en bild av detta fornminne |
| Skans 4 (Undenäs 159:1)         | Fästning/skans              |              | Undenäs, Västergötland |       | 58.535678, 14.431117 | 10207601590001 | Ladda upp en bild av detta fornminne |
| Skans 5 (Undenäs 169:1)         | Fästning/skans              |              | Undenäs, Västergötland |       | 58.531586, 14.432569 | 10207601690001 | Ladda upp en bild av detta fornminne |
| Skans 6 (Undenäs 174:1)         | Fästning/skans              |              | Undenäs, Västergötland |       | 58.525689, 14.437517 | 10207601740001 | Ladda upp en bild av detta fornminne |